# Karolinenbad

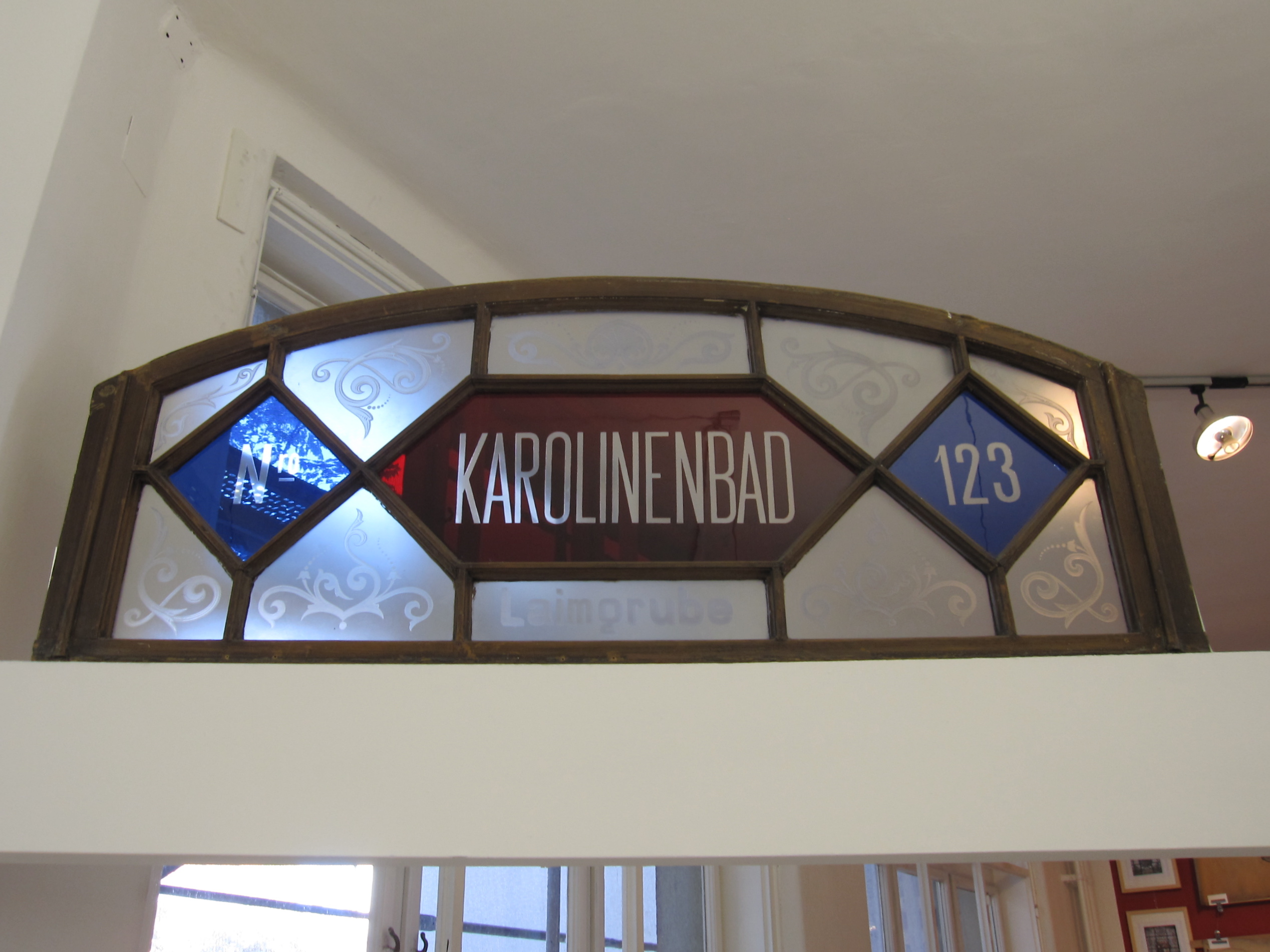
Glasfenster vom Karolinenbad (Glasmuseum Mariahilf)

Das Karolinenbad in der Dürergasse 14 war als privates Wannenbad im 6. Wiener Gemeindebezirk Mariahilf ein Vorläufer der späteren städtischen Volksbäder.

## Geschichte
In einem aus dem Jahr 1797 stammenden Haus, später: Dürergasse 14, gründete Josef Eggerth 1843 das Karolinenbad. Da zu dieser Zeit die Wiener Wasserversorgung sowohl mengen- als auch qualitätsmäßig mehr als mangelhaft war, nutzte er als Badewasser das so genannte „Überwasser“ der Kaiser-Ferdinands-Wasserleitung. Das Bad hatte 40 Badewannen aus Marmor in 30 Kabinen. 1852 erbaute Eggerth auch das Esterházybad in der Gumpendorfer Straße 59.
Ab dem Tod Josef Eggerths 1878 führte sein Sohn Karl Eggerth († 1888) das Bad weiter. Im Jahr 1902 wurde in Wien-Mariahilf (6. Bezirk) die Eggerthgasse nach ihm benannt. Das Bad wurde 1924 renoviert und 1961 abgerissen. Das Hoftor blieb erhalten und befindet sich im Bezirksmuseum Mariahilf. Ebenso erhalten blieb eine jener Steinvasen, die das Tor bekrönten.
Die Adresse des Karolinenbades war ursprünglich Untere Stättengasse bzw. Untere Gestättengasse, 1862 Dürergasse benannt (Hausnr. 14) , ein 30 m westlich des Hauses verlaufender Teil der Dürergasse wurde 1902 in Eggerthgasse umbenannt. 30 m nördlich des Hauses verläuft die Luftbadgasse (vorher: Obere Gestättengasse), 1862 so benannt nach dem ebenfalls von Eggerth nämlich 1852 erbauten und mit der Hausrückseite anliegenden Esterházybad mit Adresse Gumpendorfer Straße 59. Die westlich anliegende Treppe am Nordende der Eggertgasse, hinauf zur Kaunitzgasse und weiter zur Gumpendorfer Straße hieß Eggerthstiege und wurde 1998 Viktor-Matejka-Stiege umbenannt.